# 水ト麻衣奈
もしかして
水卜麻衣奈（）
※ 片仮名の「ト」ではなく占いを意味する漢字「卜」
ではありませんか?